# Taittinger
Taittinger — винодельческий дом шампанских вин, прежде носивший имя Forest-Fourneaux. Предприятие долгое время возглавлял Клод Теттенже (фр. Claude Taittinger) (1927—2022), член консультативного совета Банка Франции. В его диверсифицированную группу компаний входил винодельческий дом шампанских вин Taittinger, управляющая компания Société du Louvre и гостиничная сеть Concorde Hotels & Resorts, лучший представитель которой — знаменитый Hôtel de Crillon — расположен на площади Согласия в Париже, а также винодельческая фирма в Долине Луары Bouvet-Ladubay. В 2005 году этот бизнес был продан американской инвестиционной группе Starwood Capital Group. А спустя год, винодельческий дом был выкуплен обратно. Президент Taittinger — Пьер-Эммануэль Теттенже (на июль 2017 года).

## История

### Возникновение
В 1734 году Жак Форно (фр. Jacques Fourneaux) открыл торговый дом по продаже вин региона Шампань и вёл свои дела с крупными аббатствами бенедиктинцев, которые в то время владели лучшими виноградниками провинции Шампань. После Первой мировой войны торговый дом разместился в красивом особняке на улице rue de Tambour в Реймсе. В этом особняке в XIII веке жил граф Шампани Тибо IV, названный Трубадуром (1201—1253). Согласно легенде, именно он, возвращаясь из Крестового похода, привёз с острова Кипр саженцы лозы, из которых позже появился сорт винограда шардоне. Но эта история не больше чем легенда. Группа исследователей из Калифорнийского университета провела генетический анализ шардоне и установила факт скрещивания сортов Пино нуар и Гуэ блан.
Род Теттенже происходит из провинции Лотарингия, откуда они, как и многие другие французы, уехали в 1870 году после Франко-прусской войны 1870 года и заключения Франкфуртского мира чтобы сохранить французское подданство. Семья обосновалась в Шампани и занималась виноторговлей.

### Покупка винодельческого дома
В 1932 году Пьер Теттенже купил у винодельческого дома Forest-Fourneaux шато де ла Маркетри, неподалёку от городка Эперне, где Пьер лежал с сердечным приступом в ходе сражения Первой мировой войны. Ещё начиная с XVIII века на виноградниках шато высаживали шардоне и пино нуар. Поначалу эти виноградники возделывались монахом-бенедиктинцем Жаном Ударом, а впоследствии усадьбой владел писатель и философ Жак Казот, казненный на гильотине в 1792 году.
С 1945 по 1960 год винодельческий дом находился под управлением Франсуа Теттенже, третьего сына Пьера, при поддержке двух других братьев — Жана и Клода. В годы его руководства дом Taittinger получил винные подвалы в аббатстве Сен-Никез (фр. Saint-Nicaise), построенные в XIII веке на месте галло-римского мелового карьера, появившегося в IV веке. Франсуа умер в результате несчастного случая и с 1960 по 2005 год винодельческий дом находился под руководством Клода Теттенже. Именно в годы его руководства дом Taittinger получил всемирную известность и признание в ряду прочих винодельческих домов региона Шампань.

### Продажа и выкуп
В июле 2005 года семья Теттенже продала винодельческий дом Taittinger и группу компаний Société du Louvre американской инвестиционной компании Starwood, занимающейся отельным бизнесом и недвижимостью. По официальной версии, это было сделано для оптимизации налогов при передаче собственности наследникам. Однако в 2015 году нынешний президент Taittinger (на июль 2017 года) Пьер-Эммануэль Теттенже, выступая на форуме EY World Entrepreneur of the Year в Монте-Карло, высказал другую версию: «К сожалению, реальная причина была в том, что второе поколение — которое было блестящим — состарилось. И это огромная проблема в семейном бизнесе — когда возраст берет верх над талантом. Семья старела, а когда ты становишься старым, то в какой-то момент перестаешь верить в своих детей. Тебе нравятся только люди, которые тебе льстят. Настоящая причина того, что мы продали группу, — ревность членов семьи, а не то, что у группы были плохи дела».
Профессиональное сообщество — виноделы Шампани, виноградари, кооператоры, дистрибуторы, а также постоянные клиенты — полагало, что новые менеджеры станут руководствоваться соображениями краткосрочных доходов, в лучшем случае — среднесрочных, что несовместимо с производством высококачественного шампанского, поскольку для этого требуется время, самоотверженность и, что очень важно, делегирование больших полномочий дегустаторам. К тому же, приход внешних инвесторов в сферу виноделия Шампани мог бы нарушить равновесие в этой отрасли производства.
31 мая 2006 года северо-восточный региональный банк Crédit Agricole (Crédit Agricole du Nord Est) выкупил бизнес за 660 миллионов евро в интересах семьи Теттенже: по условиям сделки Теттенже должны впоследствии выкупить контроль в компании, а банк останется миноритарным акционером. На июль 2017 года выплата кредитов банку всё ещё продолжалась. Предметом сделки стало винодельческое хозяйство, запас в 12—13 миллионов бутылок на складе, шато де ла Маркетри и винные подвалы. Группа Starwood оставила за собой отельный бизнес, куда вошли особняки Crillon, Lutetia и Martinez, а также гостиничные сети Campanile и Kyriad
В 2006 года предприятие возглавил племянник бывшего главы Taittinger Клода Теттенже и сын Жана Теттенже — Пьер-Эммануэль Теттенже.
В июле 2013 года Taittinger заключила контракт с ФИФА, став первым «официальным шампанским» самой большой спортивной федерации в мире. Позже контракт был продлён до 2020 года.

## Собственники и руководство
Акционеры Taittinger (по состоянию на июль 2017 года):
- 47 % голосующих акций — семья Теттенже;
- 20 % голосующих акций — Crédit Agricole du Nord Est;
- 33 % голосующих акций — семьи друзей.

Руководители Taittinger:
- 1945—1960 — Франсуа Теттенже;
- 1960—2005 — Клод Теттенже;
- С 2006 года — Пьер-Эммануэль Теттенже

## Продукция
Объём продаж дома Taittinger в 2011 году составил 5,3 миллиона бутылок шампанского. Объём экспортных поставок составил 68 %. Дом Taittinger стал самым крупным покупателем винограда района Кот де Блан. Объём использования винограда шардоне является отличительной чертой этого винодельческого дома, поскольку множество других домов используют преимущественно сорт пино нуар.
По состоянию на конец 2016 года в собственности Taittinger находилось 288 га виноградников в Шампани, из собственного сырья компания делала 45 % вина, что для Шампани очень высокий показатель. Производство шампанского в 2016 году составило 6 млн бутылок, 75 % были отправлены на экспорт. У Taittinger есть также винодельня в Калифорнии. Запланировано открытие небольшой винодельни в Англии, где будет производиться игристое вино для внутреннего рынка.

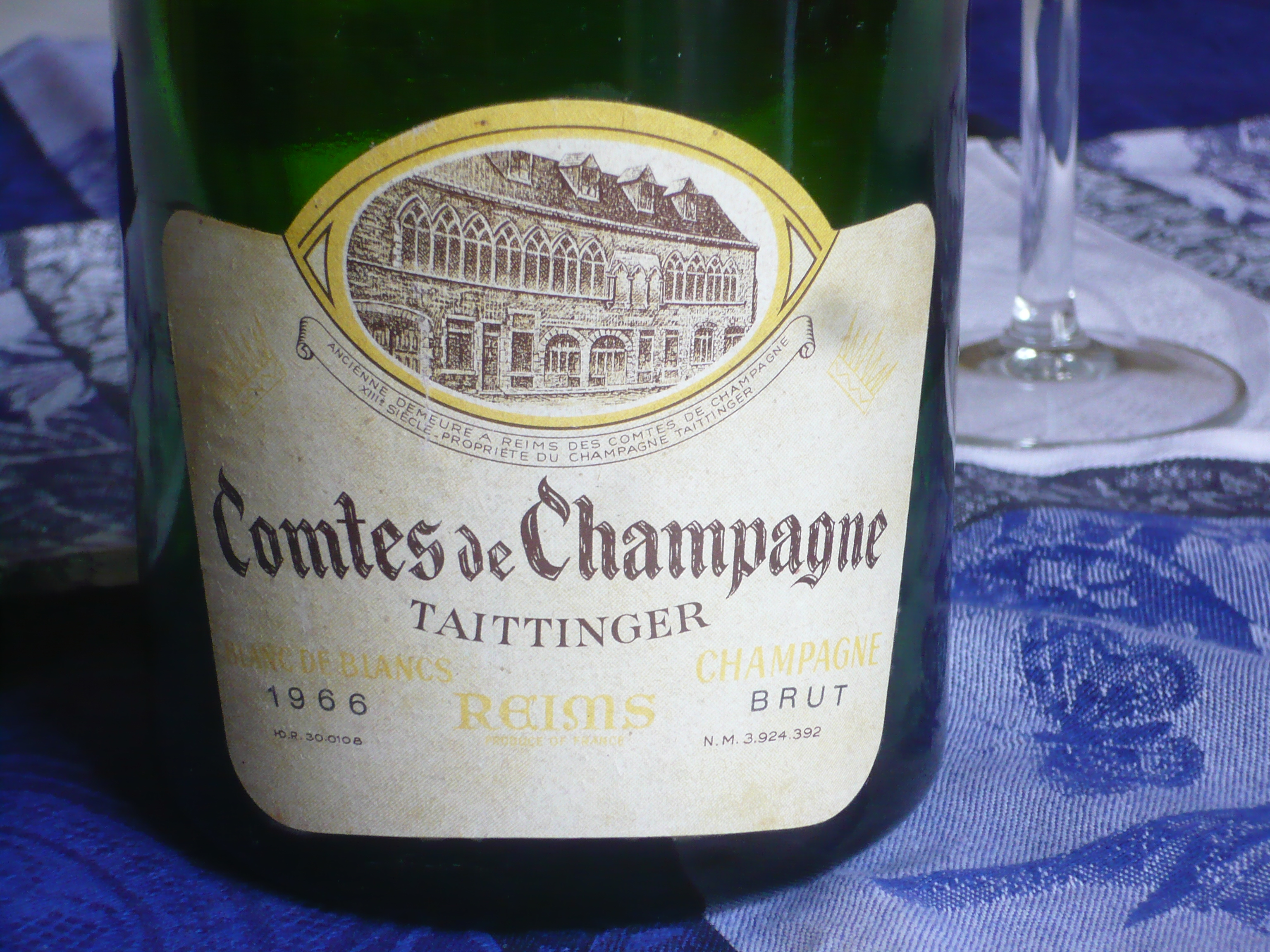
Этикетка бутылки кюве Comtes de Champagne, винтаж 1966 года

Дом Taittinger стал одним из первых в мире, кто начал привлекать знаменитых художников к оформлению бутылок шампанского, выпускаемого ограниченным тиражом. Первая бутылка серии Taittinger Collection, миллезим 1983 года, была оформлена Виктором Вазарели. В 2007 году бутылку декорировал американский художник Роберт Раушенберг. В 2008 году оформителем выступил бразильский фотограф Себастьян Салгаду.

### Престижные кюве
- Comtes de Champagne, специальное кюве «белое из белого» (фр. blanc de blancs), производится в самые лучшие годы. Последние миллезимы: 1990, 1995, 1996, 1998, 1999 и 2000.
- Les Folies de la Marquetterie, производится исключительно из собственного винограда дома Taittinger и известно своим ароматом персика и абрикоса.
- Prélude, десертное шампанское.